# Melomys capensis
Melomys capensis là một loài động vật có vú trong họ Chuột, bộ Gặm nhấm. Loài này được Tate mô tả năm 1951.